# Geração de 27
A Geração de 27 foi um grupo de espanhóis do ciclo de literatura entre 1923 e 1927 com o desejo de trabalhar com formas vanguardistas de arte e poesia. Sua primeira reunião formal aconteceu em Sevilha em 1927 marcando o aniversário de 300 anos da morte de Luis de Góngora.
Os membros da geração de 27 por ordem cronológica, foram:
- Fernando Villalón (1881-1930).
- León Felipe (1884-1968).
- Benjamín Jarnés (1888-1949).
- César Barja (1890-1952)
- Rogelio Buendía (1891-1969).
- Pedro Salinas (1891-1951).
- Juan Guerrero Ruiz (1893-1955)
- Jorge Guillén (1893-1984).
- Miguel Valdivieso (1897-1966).
- Josep Moreno Gans (1897-1976).
- Antonio Espina (1894-1972).
- Mauricio Bacarisse (1895-1931).
- Rafael Laffón (1895-1978).
- Juan Larrea (1895-1980).
- Gerardo Diego (1896-1987).
- Antonio de Lara (1896-1978).
- José Fernández Montesinos (1897 - 1972)
- Agustín Espinosa (1897-1939).
- Amado Alonso (1897-1952).
- Gregorio Prieto (1897-1992).
- Dámaso Alonso (1898-1990).
- Juan José Domenchina (1898-1959).
- Concha Méndez (1898-1986).
- Federico García Lorca (1898-1936).
- Vicente Aleixandre (1898-1984).
- Ernesto Giménez Caballero (1899-1988)
- Edgar Neville (1899-1967)
- Rafael Porlán (1899-1945)
- Emilio Prados (1899-1962).
- Paulino Masip (1899-1963).
- Rafael Dieste (1899-1981).
- Juan Chabás (1900-1954).
- Guillermo de Torre (1900-1971).
- Enrique Jardiel Poncela (1901-1952)
- Pedro Garfias (1901-1967).
- Pedro Pérez-Clotet (1902-1966).
- Rafael Alberti (1902-1999).
- Luis Cernuda (1902-1963).
- Felipe Alfau (1902-1999)
- Agustín de Foxá (1903-1959).
- José López Rubio (1903-1996)
- Antonio Oliver (1903-1968).
- Alejandro Casona (1903-1965).
- José María Hinojosa (1904-1936).
- Juan Gil-Albert (1904-1994)
- Joaquín Romero Murube (1904-1969)
- José María Souvirón (1904-1973).
- José María Luelmo (1904-1991)
- Ernestina de Champourcín (1905-1999).
- Miguel Mihura (1905-1977).
- Pedro García Cabrera (1905-1981).
- Emeterio Gutiérrez Albelo (1905-1937).
- Manuel Altolaguirre (1905-1959).
- Miguel Hernández (1910-1942).
- Federico Rolón (1910-1942).
- Antonio Molina Espinosa (1906-1978).
- Luis Miguel Naranjo (1906-1978).
- Rafael de León (1908-1982).
- Pablo Neruet.
- Alejandro Collantes de Terán (Sevilla, 1901 — ibídem, 1933)

A Guerra Civil Espanhola trouxe o fim do movimento: Federico García Lorca foi assassinado e outros membros forçados ao exílio.